# Iglesia del Salvador (Segovia)
La iglesia del Salvador es un templo católico de la ciudad española de Segovia.

## Descripción
Se ubica en la ciudad de Segovia, en la plaza del Salvador, y está situada en el arrabal del mismo nombre.
Del templo primitivo, de traza románica, solo quedaría el pórtico, que forma un ángulo con la iglesia, y parte de la torre, con ventanas gemelas cerradas. El interior de la iglesia tiene una nave única, con bóveda de crucería gótica, crucero y capilla mayor, con retablo plateresco, dorado, costeado por Diego Tamayo, en 1587, que lleva en el centro un cuadro de la Adoración de los Reyes y otros a los lados.
Aparece descrita en Las calles de Segovia (1918) de Mariano Sáez y Romero, en el epígrafe dedicado a la entonces plazuela, con las siguientes palabras:

La iglesia parroquial de El Salvador se alza en esta extensa plazuela, mostrando restos de construcción románica en el pórtico que está tapiado y en el primer cuerpo de la torre por sus cuatro caras de arcos gemelos figurados. Su capilla mayor tiene ya el estilo gótico reformado y su bóveda es de crucería. El retablo plateresco, dorado, fué costeado en 1587 por Diego Tamayo, apreciándose en el centro un cuadro que representa la Adoración de los Reyes. [...] Es un sitio extenso y tranquilo, con una cruz de piedra delante de la iglesia.
(Sáez y Romero, 1918, p. 149)